# Під синьою пляшкою

«Під синьою пляшкою» (нім. Zur blauen Flasche) — одна з найперших кав'ярень у Європі. Заснував у 1686 році у Відні Юрій Кульчицький.

## Цікаві факти
У Львові на вулиці Руській, 4 відкрито кав'ярню «Під синьою фляжкою». У липні 2023 року було оголошено про закриття кав'ярні, проте через кілька місяців вона відновила свою роботу, щоправда змінивши концепцію.
На честь кав'ярні названо одну з компаній у США — Blue Bottle Coffee .